# Световно първенство по шахмат 2013
Световното първенство по шахмат през 2013 година е мач от 10 партии между действащия шампион Вишванатан Ананд и претендентът Магнус Карлсен. Двубоят се провежда в индийския град Ченай от 7 до 28 ноември 2013 г. Победител е Магнус Карлсен.

## График и резултати
| партия           | 1   | 2   | 3   | 4   | 5   | 6   | 7   | 8   | 9   | 10  | резултат |
| дата             | 09  | 10  | 12  | 13  | 15  | 16  | 18  | 19  | 21  | 22  |          |
| Вишванатан Ананд | ½   | ½   | ½   | ½   | 0   | 0   | ½   | ½   | 0   | ½   | 3,5      |
| Магнус Карлсен   | ½   | ½   | ½   | ½   | 1   | 1   | ½   | ½   | 1   | ½   | 6,5      |
| дебют            | A07 | В18 | A07 | C67 | D31 | C65 | C65 | C67 | E25 | B51 |          |
| брой ходове      | 16  | 25  | 51  | 64  | 58  | 67  | 32  | 33  | 28  | 65  |          |

|   | a | b | c | d | e | f | g | h |   |
| 8 | бяла пешка на черно поле a7 · бял топ на бяло поле h7 · черен цар на бяло поле d5 · черна пешка на бяло поле c4 · бяла пешка на черно поле h4 · бял цар на черно поле c3 · черен топ на бяло поле a2 | бяла пешка на черно поле a7 · бял топ на бяло поле h7 · черен цар на бяло поле d5 · черна пешка на бяло поле c4 · бяла пешка на черно поле h4 · бял цар на черно поле c3 · черен топ на бяло поле a2 | бяла пешка на черно поле a7 · бял топ на бяло поле h7 · черен цар на бяло поле d5 · черна пешка на бяло поле c4 · бяла пешка на черно поле h4 · бял цар на черно поле c3 · черен топ на бяло поле a2 | бяла пешка на черно поле a7 · бял топ на бяло поле h7 · черен цар на бяло поле d5 · черна пешка на бяло поле c4 · бяла пешка на черно поле h4 · бял цар на черно поле c3 · черен топ на бяло поле a2 | бяла пешка на черно поле a7 · бял топ на бяло поле h7 · черен цар на бяло поле d5 · черна пешка на бяло поле c4 · бяла пешка на черно поле h4 · бял цар на черно поле c3 · черен топ на бяло поле a2 | бяла пешка на черно поле a7 · бял топ на бяло поле h7 · черен цар на бяло поле d5 · черна пешка на бяло поле c4 · бяла пешка на черно поле h4 · бял цар на черно поле c3 · черен топ на бяло поле a2 | бяла пешка на черно поле a7 · бял топ на бяло поле h7 · черен цар на бяло поле d5 · черна пешка на бяло поле c4 · бяла пешка на черно поле h4 · бял цар на черно поле c3 · черен топ на бяло поле a2 | бяла пешка на черно поле a7 · бял топ на бяло поле h7 · черен цар на бяло поле d5 · черна пешка на бяло поле c4 · бяла пешка на черно поле h4 · бял цар на черно поле c3 · черен топ на бяло поле a2 | 8 |
| 7 | бяла пешка на черно поле a7 · бял топ на бяло поле h7 · черен цар на бяло поле d5 · черна пешка на бяло поле c4 · бяла пешка на черно поле h4 · бял цар на черно поле c3 · черен топ на бяло поле a2 | бяла пешка на черно поле a7 · бял топ на бяло поле h7 · черен цар на бяло поле d5 · черна пешка на бяло поле c4 · бяла пешка на черно поле h4 · бял цар на черно поле c3 · черен топ на бяло поле a2 | бяла пешка на черно поле a7 · бял топ на бяло поле h7 · черен цар на бяло поле d5 · черна пешка на бяло поле c4 · бяла пешка на черно поле h4 · бял цар на черно поле c3 · черен топ на бяло поле a2 | бяла пешка на черно поле a7 · бял топ на бяло поле h7 · черен цар на бяло поле d5 · черна пешка на бяло поле c4 · бяла пешка на черно поле h4 · бял цар на черно поле c3 · черен топ на бяло поле a2 | бяла пешка на черно поле a7 · бял топ на бяло поле h7 · черен цар на бяло поле d5 · черна пешка на бяло поле c4 · бяла пешка на черно поле h4 · бял цар на черно поле c3 · черен топ на бяло поле a2 | бяла пешка на черно поле a7 · бял топ на бяло поле h7 · черен цар на бяло поле d5 · черна пешка на бяло поле c4 · бяла пешка на черно поле h4 · бял цар на черно поле c3 · черен топ на бяло поле a2 | бяла пешка на черно поле a7 · бял топ на бяло поле h7 · черен цар на бяло поле d5 · черна пешка на бяло поле c4 · бяла пешка на черно поле h4 · бял цар на черно поле c3 · черен топ на бяло поле a2 | бяла пешка на черно поле a7 · бял топ на бяло поле h7 · черен цар на бяло поле d5 · черна пешка на бяло поле c4 · бяла пешка на черно поле h4 · бял цар на черно поле c3 · черен топ на бяло поле a2 | 7 |
| 6 | бяла пешка на черно поле a7 · бял топ на бяло поле h7 · черен цар на бяло поле d5 · черна пешка на бяло поле c4 · бяла пешка на черно поле h4 · бял цар на черно поле c3 · черен топ на бяло поле a2 | бяла пешка на черно поле a7 · бял топ на бяло поле h7 · черен цар на бяло поле d5 · черна пешка на бяло поле c4 · бяла пешка на черно поле h4 · бял цар на черно поле c3 · черен топ на бяло поле a2 | бяла пешка на черно поле a7 · бял топ на бяло поле h7 · черен цар на бяло поле d5 · черна пешка на бяло поле c4 · бяла пешка на черно поле h4 · бял цар на черно поле c3 · черен топ на бяло поле a2 | бяла пешка на черно поле a7 · бял топ на бяло поле h7 · черен цар на бяло поле d5 · черна пешка на бяло поле c4 · бяла пешка на черно поле h4 · бял цар на черно поле c3 · черен топ на бяло поле a2 | бяла пешка на черно поле a7 · бял топ на бяло поле h7 · черен цар на бяло поле d5 · черна пешка на бяло поле c4 · бяла пешка на черно поле h4 · бял цар на черно поле c3 · черен топ на бяло поле a2 | бяла пешка на черно поле a7 · бял топ на бяло поле h7 · черен цар на бяло поле d5 · черна пешка на бяло поле c4 · бяла пешка на черно поле h4 · бял цар на черно поле c3 · черен топ на бяло поле a2 | бяла пешка на черно поле a7 · бял топ на бяло поле h7 · черен цар на бяло поле d5 · черна пешка на бяло поле c4 · бяла пешка на черно поле h4 · бял цар на черно поле c3 · черен топ на бяло поле a2 | бяла пешка на черно поле a7 · бял топ на бяло поле h7 · черен цар на бяло поле d5 · черна пешка на бяло поле c4 · бяла пешка на черно поле h4 · бял цар на черно поле c3 · черен топ на бяло поле a2 | 6 |
| 5 | бяла пешка на черно поле a7 · бял топ на бяло поле h7 · черен цар на бяло поле d5 · черна пешка на бяло поле c4 · бяла пешка на черно поле h4 · бял цар на черно поле c3 · черен топ на бяло поле a2 | бяла пешка на черно поле a7 · бял топ на бяло поле h7 · черен цар на бяло поле d5 · черна пешка на бяло поле c4 · бяла пешка на черно поле h4 · бял цар на черно поле c3 · черен топ на бяло поле a2 | бяла пешка на черно поле a7 · бял топ на бяло поле h7 · черен цар на бяло поле d5 · черна пешка на бяло поле c4 · бяла пешка на черно поле h4 · бял цар на черно поле c3 · черен топ на бяло поле a2 | бяла пешка на черно поле a7 · бял топ на бяло поле h7 · черен цар на бяло поле d5 · черна пешка на бяло поле c4 · бяла пешка на черно поле h4 · бял цар на черно поле c3 · черен топ на бяло поле a2 | бяла пешка на черно поле a7 · бял топ на бяло поле h7 · черен цар на бяло поле d5 · черна пешка на бяло поле c4 · бяла пешка на черно поле h4 · бял цар на черно поле c3 · черен топ на бяло поле a2 | бяла пешка на черно поле a7 · бял топ на бяло поле h7 · черен цар на бяло поле d5 · черна пешка на бяло поле c4 · бяла пешка на черно поле h4 · бял цар на черно поле c3 · черен топ на бяло поле a2 | бяла пешка на черно поле a7 · бял топ на бяло поле h7 · черен цар на бяло поле d5 · черна пешка на бяло поле c4 · бяла пешка на черно поле h4 · бял цар на черно поле c3 · черен топ на бяло поле a2 | бяла пешка на черно поле a7 · бял топ на бяло поле h7 · черен цар на бяло поле d5 · черна пешка на бяло поле c4 · бяла пешка на черно поле h4 · бял цар на черно поле c3 · черен топ на бяло поле a2 | 5 |
| 4 | бяла пешка на черно поле a7 · бял топ на бяло поле h7 · черен цар на бяло поле d5 · черна пешка на бяло поле c4 · бяла пешка на черно поле h4 · бял цар на черно поле c3 · черен топ на бяло поле a2 | бяла пешка на черно поле a7 · бял топ на бяло поле h7 · черен цар на бяло поле d5 · черна пешка на бяло поле c4 · бяла пешка на черно поле h4 · бял цар на черно поле c3 · черен топ на бяло поле a2 | бяла пешка на черно поле a7 · бял топ на бяло поле h7 · черен цар на бяло поле d5 · черна пешка на бяло поле c4 · бяла пешка на черно поле h4 · бял цар на черно поле c3 · черен топ на бяло поле a2 | бяла пешка на черно поле a7 · бял топ на бяло поле h7 · черен цар на бяло поле d5 · черна пешка на бяло поле c4 · бяла пешка на черно поле h4 · бял цар на черно поле c3 · черен топ на бяло поле a2 | бяла пешка на черно поле a7 · бял топ на бяло поле h7 · черен цар на бяло поле d5 · черна пешка на бяло поле c4 · бяла пешка на черно поле h4 · бял цар на черно поле c3 · черен топ на бяло поле a2 | бяла пешка на черно поле a7 · бял топ на бяло поле h7 · черен цар на бяло поле d5 · черна пешка на бяло поле c4 · бяла пешка на черно поле h4 · бял цар на черно поле c3 · черен топ на бяло поле a2 | бяла пешка на черно поле a7 · бял топ на бяло поле h7 · черен цар на бяло поле d5 · черна пешка на бяло поле c4 · бяла пешка на черно поле h4 · бял цар на черно поле c3 · черен топ на бяло поле a2 | бяла пешка на черно поле a7 · бял топ на бяло поле h7 · черен цар на бяло поле d5 · черна пешка на бяло поле c4 · бяла пешка на черно поле h4 · бял цар на черно поле c3 · черен топ на бяло поле a2 | 4 |
| 3 | бяла пешка на черно поле a7 · бял топ на бяло поле h7 · черен цар на бяло поле d5 · черна пешка на бяло поле c4 · бяла пешка на черно поле h4 · бял цар на черно поле c3 · черен топ на бяло поле a2 | бяла пешка на черно поле a7 · бял топ на бяло поле h7 · черен цар на бяло поле d5 · черна пешка на бяло поле c4 · бяла пешка на черно поле h4 · бял цар на черно поле c3 · черен топ на бяло поле a2 | бяла пешка на черно поле a7 · бял топ на бяло поле h7 · черен цар на бяло поле d5 · черна пешка на бяло поле c4 · бяла пешка на черно поле h4 · бял цар на черно поле c3 · черен топ на бяло поле a2 | бяла пешка на черно поле a7 · бял топ на бяло поле h7 · черен цар на бяло поле d5 · черна пешка на бяло поле c4 · бяла пешка на черно поле h4 · бял цар на черно поле c3 · черен топ на бяло поле a2 | бяла пешка на черно поле a7 · бял топ на бяло поле h7 · черен цар на бяло поле d5 · черна пешка на бяло поле c4 · бяла пешка на черно поле h4 · бял цар на черно поле c3 · черен топ на бяло поле a2 | бяла пешка на черно поле a7 · бял топ на бяло поле h7 · черен цар на бяло поле d5 · черна пешка на бяло поле c4 · бяла пешка на черно поле h4 · бял цар на черно поле c3 · черен топ на бяло поле a2 | бяла пешка на черно поле a7 · бял топ на бяло поле h7 · черен цар на бяло поле d5 · черна пешка на бяло поле c4 · бяла пешка на черно поле h4 · бял цар на черно поле c3 · черен топ на бяло поле a2 | бяла пешка на черно поле a7 · бял топ на бяло поле h7 · черен цар на бяло поле d5 · черна пешка на бяло поле c4 · бяла пешка на черно поле h4 · бял цар на черно поле c3 · черен топ на бяло поле a2 | 3 |
| 2 | бяла пешка на черно поле a7 · бял топ на бяло поле h7 · черен цар на бяло поле d5 · черна пешка на бяло поле c4 · бяла пешка на черно поле h4 · бял цар на черно поле c3 · черен топ на бяло поле a2 | бяла пешка на черно поле a7 · бял топ на бяло поле h7 · черен цар на бяло поле d5 · черна пешка на бяло поле c4 · бяла пешка на черно поле h4 · бял цар на черно поле c3 · черен топ на бяло поле a2 | бяла пешка на черно поле a7 · бял топ на бяло поле h7 · черен цар на бяло поле d5 · черна пешка на бяло поле c4 · бяла пешка на черно поле h4 · бял цар на черно поле c3 · черен топ на бяло поле a2 | бяла пешка на черно поле a7 · бял топ на бяло поле h7 · черен цар на бяло поле d5 · черна пешка на бяло поле c4 · бяла пешка на черно поле h4 · бял цар на черно поле c3 · черен топ на бяло поле a2 | бяла пешка на черно поле a7 · бял топ на бяло поле h7 · черен цар на бяло поле d5 · черна пешка на бяло поле c4 · бяла пешка на черно поле h4 · бял цар на черно поле c3 · черен топ на бяло поле a2 | бяла пешка на черно поле a7 · бял топ на бяло поле h7 · черен цар на бяло поле d5 · черна пешка на бяло поле c4 · бяла пешка на черно поле h4 · бял цар на черно поле c3 · черен топ на бяло поле a2 | бяла пешка на черно поле a7 · бял топ на бяло поле h7 · черен цар на бяло поле d5 · черна пешка на бяло поле c4 · бяла пешка на черно поле h4 · бял цар на черно поле c3 · черен топ на бяло поле a2 | бяла пешка на черно поле a7 · бял топ на бяло поле h7 · черен цар на бяло поле d5 · черна пешка на бяло поле c4 · бяла пешка на черно поле h4 · бял цар на черно поле c3 · черен топ на бяло поле a2 | 2 |
| 1 | бяла пешка на черно поле a7 · бял топ на бяло поле h7 · черен цар на бяло поле d5 · черна пешка на бяло поле c4 · бяла пешка на черно поле h4 · бял цар на черно поле c3 · черен топ на бяло поле a2 | бяла пешка на черно поле a7 · бял топ на бяло поле h7 · черен цар на бяло поле d5 · черна пешка на бяло поле c4 · бяла пешка на черно поле h4 · бял цар на черно поле c3 · черен топ на бяло поле a2 | бяла пешка на черно поле a7 · бял топ на бяло поле h7 · черен цар на бяло поле d5 · черна пешка на бяло поле c4 · бяла пешка на черно поле h4 · бял цар на черно поле c3 · черен топ на бяло поле a2 | бяла пешка на черно поле a7 · бял топ на бяло поле h7 · черен цар на бяло поле d5 · черна пешка на бяло поле c4 · бяла пешка на черно поле h4 · бял цар на черно поле c3 · черен топ на бяло поле a2 | бяла пешка на черно поле a7 · бял топ на бяло поле h7 · черен цар на бяло поле d5 · черна пешка на бяло поле c4 · бяла пешка на черно поле h4 · бял цар на черно поле c3 · черен топ на бяло поле a2 | бяла пешка на черно поле a7 · бял топ на бяло поле h7 · черен цар на бяло поле d5 · черна пешка на бяло поле c4 · бяла пешка на черно поле h4 · бял цар на черно поле c3 · черен топ на бяло поле a2 | бяла пешка на черно поле a7 · бял топ на бяло поле h7 · черен цар на бяло поле d5 · черна пешка на бяло поле c4 · бяла пешка на черно поле h4 · бял цар на черно поле c3 · черен топ на бяло поле a2 | бяла пешка на черно поле a7 · бял топ на бяло поле h7 · черен цар на бяло поле d5 · черна пешка на бяло поле c4 · бяла пешка на черно поле h4 · бял цар на черно поле c3 · черен топ на бяло поле a2 | 1 |
|   | a | b | c | d | e | f | g | h |   |

|   | a | b | c | d | e | f | g | h |   |
| 8 | бял топ на бяло поле a8 · черна пешка на черно поле h6 · бяла пешка на черно поле b4 · бяла пешка на бяло поле c4 · черен цар на черно поле f4 · бяла пешка на бяло поле h3 · черна пешка на черно поле f2 · бял цар на черно поле h2 · черен топ на черно поле g1 | бял топ на бяло поле a8 · черна пешка на черно поле h6 · бяла пешка на черно поле b4 · бяла пешка на бяло поле c4 · черен цар на черно поле f4 · бяла пешка на бяло поле h3 · черна пешка на черно поле f2 · бял цар на черно поле h2 · черен топ на черно поле g1 | бял топ на бяло поле a8 · черна пешка на черно поле h6 · бяла пешка на черно поле b4 · бяла пешка на бяло поле c4 · черен цар на черно поле f4 · бяла пешка на бяло поле h3 · черна пешка на черно поле f2 · бял цар на черно поле h2 · черен топ на черно поле g1 | бял топ на бяло поле a8 · черна пешка на черно поле h6 · бяла пешка на черно поле b4 · бяла пешка на бяло поле c4 · черен цар на черно поле f4 · бяла пешка на бяло поле h3 · черна пешка на черно поле f2 · бял цар на черно поле h2 · черен топ на черно поле g1 | бял топ на бяло поле a8 · черна пешка на черно поле h6 · бяла пешка на черно поле b4 · бяла пешка на бяло поле c4 · черен цар на черно поле f4 · бяла пешка на бяло поле h3 · черна пешка на черно поле f2 · бял цар на черно поле h2 · черен топ на черно поле g1 | бял топ на бяло поле a8 · черна пешка на черно поле h6 · бяла пешка на черно поле b4 · бяла пешка на бяло поле c4 · черен цар на черно поле f4 · бяла пешка на бяло поле h3 · черна пешка на черно поле f2 · бял цар на черно поле h2 · черен топ на черно поле g1 | бял топ на бяло поле a8 · черна пешка на черно поле h6 · бяла пешка на черно поле b4 · бяла пешка на бяло поле c4 · черен цар на черно поле f4 · бяла пешка на бяло поле h3 · черна пешка на черно поле f2 · бял цар на черно поле h2 · черен топ на черно поле g1 | бял топ на бяло поле a8 · черна пешка на черно поле h6 · бяла пешка на черно поле b4 · бяла пешка на бяло поле c4 · черен цар на черно поле f4 · бяла пешка на бяло поле h3 · черна пешка на черно поле f2 · бял цар на черно поле h2 · черен топ на черно поле g1 | 8 |
| 7 | бял топ на бяло поле a8 · черна пешка на черно поле h6 · бяла пешка на черно поле b4 · бяла пешка на бяло поле c4 · черен цар на черно поле f4 · бяла пешка на бяло поле h3 · черна пешка на черно поле f2 · бял цар на черно поле h2 · черен топ на черно поле g1 | бял топ на бяло поле a8 · черна пешка на черно поле h6 · бяла пешка на черно поле b4 · бяла пешка на бяло поле c4 · черен цар на черно поле f4 · бяла пешка на бяло поле h3 · черна пешка на черно поле f2 · бял цар на черно поле h2 · черен топ на черно поле g1 | бял топ на бяло поле a8 · черна пешка на черно поле h6 · бяла пешка на черно поле b4 · бяла пешка на бяло поле c4 · черен цар на черно поле f4 · бяла пешка на бяло поле h3 · черна пешка на черно поле f2 · бял цар на черно поле h2 · черен топ на черно поле g1 | бял топ на бяло поле a8 · черна пешка на черно поле h6 · бяла пешка на черно поле b4 · бяла пешка на бяло поле c4 · черен цар на черно поле f4 · бяла пешка на бяло поле h3 · черна пешка на черно поле f2 · бял цар на черно поле h2 · черен топ на черно поле g1 | бял топ на бяло поле a8 · черна пешка на черно поле h6 · бяла пешка на черно поле b4 · бяла пешка на бяло поле c4 · черен цар на черно поле f4 · бяла пешка на бяло поле h3 · черна пешка на черно поле f2 · бял цар на черно поле h2 · черен топ на черно поле g1 | бял топ на бяло поле a8 · черна пешка на черно поле h6 · бяла пешка на черно поле b4 · бяла пешка на бяло поле c4 · черен цар на черно поле f4 · бяла пешка на бяло поле h3 · черна пешка на черно поле f2 · бял цар на черно поле h2 · черен топ на черно поле g1 | бял топ на бяло поле a8 · черна пешка на черно поле h6 · бяла пешка на черно поле b4 · бяла пешка на бяло поле c4 · черен цар на черно поле f4 · бяла пешка на бяло поле h3 · черна пешка на черно поле f2 · бял цар на черно поле h2 · черен топ на черно поле g1 | бял топ на бяло поле a8 · черна пешка на черно поле h6 · бяла пешка на черно поле b4 · бяла пешка на бяло поле c4 · черен цар на черно поле f4 · бяла пешка на бяло поле h3 · черна пешка на черно поле f2 · бял цар на черно поле h2 · черен топ на черно поле g1 | 7 |
| 6 | бял топ на бяло поле a8 · черна пешка на черно поле h6 · бяла пешка на черно поле b4 · бяла пешка на бяло поле c4 · черен цар на черно поле f4 · бяла пешка на бяло поле h3 · черна пешка на черно поле f2 · бял цар на черно поле h2 · черен топ на черно поле g1 | бял топ на бяло поле a8 · черна пешка на черно поле h6 · бяла пешка на черно поле b4 · бяла пешка на бяло поле c4 · черен цар на черно поле f4 · бяла пешка на бяло поле h3 · черна пешка на черно поле f2 · бял цар на черно поле h2 · черен топ на черно поле g1 | бял топ на бяло поле a8 · черна пешка на черно поле h6 · бяла пешка на черно поле b4 · бяла пешка на бяло поле c4 · черен цар на черно поле f4 · бяла пешка на бяло поле h3 · черна пешка на черно поле f2 · бял цар на черно поле h2 · черен топ на черно поле g1 | бял топ на бяло поле a8 · черна пешка на черно поле h6 · бяла пешка на черно поле b4 · бяла пешка на бяло поле c4 · черен цар на черно поле f4 · бяла пешка на бяло поле h3 · черна пешка на черно поле f2 · бял цар на черно поле h2 · черен топ на черно поле g1 | бял топ на бяло поле a8 · черна пешка на черно поле h6 · бяла пешка на черно поле b4 · бяла пешка на бяло поле c4 · черен цар на черно поле f4 · бяла пешка на бяло поле h3 · черна пешка на черно поле f2 · бял цар на черно поле h2 · черен топ на черно поле g1 | бял топ на бяло поле a8 · черна пешка на черно поле h6 · бяла пешка на черно поле b4 · бяла пешка на бяло поле c4 · черен цар на черно поле f4 · бяла пешка на бяло поле h3 · черна пешка на черно поле f2 · бял цар на черно поле h2 · черен топ на черно поле g1 | бял топ на бяло поле a8 · черна пешка на черно поле h6 · бяла пешка на черно поле b4 · бяла пешка на бяло поле c4 · черен цар на черно поле f4 · бяла пешка на бяло поле h3 · черна пешка на черно поле f2 · бял цар на черно поле h2 · черен топ на черно поле g1 | бял топ на бяло поле a8 · черна пешка на черно поле h6 · бяла пешка на черно поле b4 · бяла пешка на бяло поле c4 · черен цар на черно поле f4 · бяла пешка на бяло поле h3 · черна пешка на черно поле f2 · бял цар на черно поле h2 · черен топ на черно поле g1 | 6 |
| 5 | бял топ на бяло поле a8 · черна пешка на черно поле h6 · бяла пешка на черно поле b4 · бяла пешка на бяло поле c4 · черен цар на черно поле f4 · бяла пешка на бяло поле h3 · черна пешка на черно поле f2 · бял цар на черно поле h2 · черен топ на черно поле g1 | бял топ на бяло поле a8 · черна пешка на черно поле h6 · бяла пешка на черно поле b4 · бяла пешка на бяло поле c4 · черен цар на черно поле f4 · бяла пешка на бяло поле h3 · черна пешка на черно поле f2 · бял цар на черно поле h2 · черен топ на черно поле g1 | бял топ на бяло поле a8 · черна пешка на черно поле h6 · бяла пешка на черно поле b4 · бяла пешка на бяло поле c4 · черен цар на черно поле f4 · бяла пешка на бяло поле h3 · черна пешка на черно поле f2 · бял цар на черно поле h2 · черен топ на черно поле g1 | бял топ на бяло поле a8 · черна пешка на черно поле h6 · бяла пешка на черно поле b4 · бяла пешка на бяло поле c4 · черен цар на черно поле f4 · бяла пешка на бяло поле h3 · черна пешка на черно поле f2 · бял цар на черно поле h2 · черен топ на черно поле g1 | бял топ на бяло поле a8 · черна пешка на черно поле h6 · бяла пешка на черно поле b4 · бяла пешка на бяло поле c4 · черен цар на черно поле f4 · бяла пешка на бяло поле h3 · черна пешка на черно поле f2 · бял цар на черно поле h2 · черен топ на черно поле g1 | бял топ на бяло поле a8 · черна пешка на черно поле h6 · бяла пешка на черно поле b4 · бяла пешка на бяло поле c4 · черен цар на черно поле f4 · бяла пешка на бяло поле h3 · черна пешка на черно поле f2 · бял цар на черно поле h2 · черен топ на черно поле g1 | бял топ на бяло поле a8 · черна пешка на черно поле h6 · бяла пешка на черно поле b4 · бяла пешка на бяло поле c4 · черен цар на черно поле f4 · бяла пешка на бяло поле h3 · черна пешка на черно поле f2 · бял цар на черно поле h2 · черен топ на черно поле g1 | бял топ на бяло поле a8 · черна пешка на черно поле h6 · бяла пешка на черно поле b4 · бяла пешка на бяло поле c4 · черен цар на черно поле f4 · бяла пешка на бяло поле h3 · черна пешка на черно поле f2 · бял цар на черно поле h2 · черен топ на черно поле g1 | 5 |
| 4 | бял топ на бяло поле a8 · черна пешка на черно поле h6 · бяла пешка на черно поле b4 · бяла пешка на бяло поле c4 · черен цар на черно поле f4 · бяла пешка на бяло поле h3 · черна пешка на черно поле f2 · бял цар на черно поле h2 · черен топ на черно поле g1 | бял топ на бяло поле a8 · черна пешка на черно поле h6 · бяла пешка на черно поле b4 · бяла пешка на бяло поле c4 · черен цар на черно поле f4 · бяла пешка на бяло поле h3 · черна пешка на черно поле f2 · бял цар на черно поле h2 · черен топ на черно поле g1 | бял топ на бяло поле a8 · черна пешка на черно поле h6 · бяла пешка на черно поле b4 · бяла пешка на бяло поле c4 · черен цар на черно поле f4 · бяла пешка на бяло поле h3 · черна пешка на черно поле f2 · бял цар на черно поле h2 · черен топ на черно поле g1 | бял топ на бяло поле a8 · черна пешка на черно поле h6 · бяла пешка на черно поле b4 · бяла пешка на бяло поле c4 · черен цар на черно поле f4 · бяла пешка на бяло поле h3 · черна пешка на черно поле f2 · бял цар на черно поле h2 · черен топ на черно поле g1 | бял топ на бяло поле a8 · черна пешка на черно поле h6 · бяла пешка на черно поле b4 · бяла пешка на бяло поле c4 · черен цар на черно поле f4 · бяла пешка на бяло поле h3 · черна пешка на черно поле f2 · бял цар на черно поле h2 · черен топ на черно поле g1 | бял топ на бяло поле a8 · черна пешка на черно поле h6 · бяла пешка на черно поле b4 · бяла пешка на бяло поле c4 · черен цар на черно поле f4 · бяла пешка на бяло поле h3 · черна пешка на черно поле f2 · бял цар на черно поле h2 · черен топ на черно поле g1 | бял топ на бяло поле a8 · черна пешка на черно поле h6 · бяла пешка на черно поле b4 · бяла пешка на бяло поле c4 · черен цар на черно поле f4 · бяла пешка на бяло поле h3 · черна пешка на черно поле f2 · бял цар на черно поле h2 · черен топ на черно поле g1 | бял топ на бяло поле a8 · черна пешка на черно поле h6 · бяла пешка на черно поле b4 · бяла пешка на бяло поле c4 · черен цар на черно поле f4 · бяла пешка на бяло поле h3 · черна пешка на черно поле f2 · бял цар на черно поле h2 · черен топ на черно поле g1 | 4 |
| 3 | бял топ на бяло поле a8 · черна пешка на черно поле h6 · бяла пешка на черно поле b4 · бяла пешка на бяло поле c4 · черен цар на черно поле f4 · бяла пешка на бяло поле h3 · черна пешка на черно поле f2 · бял цар на черно поле h2 · черен топ на черно поле g1 | бял топ на бяло поле a8 · черна пешка на черно поле h6 · бяла пешка на черно поле b4 · бяла пешка на бяло поле c4 · черен цар на черно поле f4 · бяла пешка на бяло поле h3 · черна пешка на черно поле f2 · бял цар на черно поле h2 · черен топ на черно поле g1 | бял топ на бяло поле a8 · черна пешка на черно поле h6 · бяла пешка на черно поле b4 · бяла пешка на бяло поле c4 · черен цар на черно поле f4 · бяла пешка на бяло поле h3 · черна пешка на черно поле f2 · бял цар на черно поле h2 · черен топ на черно поле g1 | бял топ на бяло поле a8 · черна пешка на черно поле h6 · бяла пешка на черно поле b4 · бяла пешка на бяло поле c4 · черен цар на черно поле f4 · бяла пешка на бяло поле h3 · черна пешка на черно поле f2 · бял цар на черно поле h2 · черен топ на черно поле g1 | бял топ на бяло поле a8 · черна пешка на черно поле h6 · бяла пешка на черно поле b4 · бяла пешка на бяло поле c4 · черен цар на черно поле f4 · бяла пешка на бяло поле h3 · черна пешка на черно поле f2 · бял цар на черно поле h2 · черен топ на черно поле g1 | бял топ на бяло поле a8 · черна пешка на черно поле h6 · бяла пешка на черно поле b4 · бяла пешка на бяло поле c4 · черен цар на черно поле f4 · бяла пешка на бяло поле h3 · черна пешка на черно поле f2 · бял цар на черно поле h2 · черен топ на черно поле g1 | бял топ на бяло поле a8 · черна пешка на черно поле h6 · бяла пешка на черно поле b4 · бяла пешка на бяло поле c4 · черен цар на черно поле f4 · бяла пешка на бяло поле h3 · черна пешка на черно поле f2 · бял цар на черно поле h2 · черен топ на черно поле g1 | бял топ на бяло поле a8 · черна пешка на черно поле h6 · бяла пешка на черно поле b4 · бяла пешка на бяло поле c4 · черен цар на черно поле f4 · бяла пешка на бяло поле h3 · черна пешка на черно поле f2 · бял цар на черно поле h2 · черен топ на черно поле g1 | 3 |
| 2 | бял топ на бяло поле a8 · черна пешка на черно поле h6 · бяла пешка на черно поле b4 · бяла пешка на бяло поле c4 · черен цар на черно поле f4 · бяла пешка на бяло поле h3 · черна пешка на черно поле f2 · бял цар на черно поле h2 · черен топ на черно поле g1 | бял топ на бяло поле a8 · черна пешка на черно поле h6 · бяла пешка на черно поле b4 · бяла пешка на бяло поле c4 · черен цар на черно поле f4 · бяла пешка на бяло поле h3 · черна пешка на черно поле f2 · бял цар на черно поле h2 · черен топ на черно поле g1 | бял топ на бяло поле a8 · черна пешка на черно поле h6 · бяла пешка на черно поле b4 · бяла пешка на бяло поле c4 · черен цар на черно поле f4 · бяла пешка на бяло поле h3 · черна пешка на черно поле f2 · бял цар на черно поле h2 · черен топ на черно поле g1 | бял топ на бяло поле a8 · черна пешка на черно поле h6 · бяла пешка на черно поле b4 · бяла пешка на бяло поле c4 · черен цар на черно поле f4 · бяла пешка на бяло поле h3 · черна пешка на черно поле f2 · бял цар на черно поле h2 · черен топ на черно поле g1 | бял топ на бяло поле a8 · черна пешка на черно поле h6 · бяла пешка на черно поле b4 · бяла пешка на бяло поле c4 · черен цар на черно поле f4 · бяла пешка на бяло поле h3 · черна пешка на черно поле f2 · бял цар на черно поле h2 · черен топ на черно поле g1 | бял топ на бяло поле a8 · черна пешка на черно поле h6 · бяла пешка на черно поле b4 · бяла пешка на бяло поле c4 · черен цар на черно поле f4 · бяла пешка на бяло поле h3 · черна пешка на черно поле f2 · бял цар на черно поле h2 · черен топ на черно поле g1 | бял топ на бяло поле a8 · черна пешка на черно поле h6 · бяла пешка на черно поле b4 · бяла пешка на бяло поле c4 · черен цар на черно поле f4 · бяла пешка на бяло поле h3 · черна пешка на черно поле f2 · бял цар на черно поле h2 · черен топ на черно поле g1 | бял топ на бяло поле a8 · черна пешка на черно поле h6 · бяла пешка на черно поле b4 · бяла пешка на бяло поле c4 · черен цар на черно поле f4 · бяла пешка на бяло поле h3 · черна пешка на черно поле f2 · бял цар на черно поле h2 · черен топ на черно поле g1 | 2 |
| 1 | бял топ на бяло поле a8 · черна пешка на черно поле h6 · бяла пешка на черно поле b4 · бяла пешка на бяло поле c4 · черен цар на черно поле f4 · бяла пешка на бяло поле h3 · черна пешка на черно поле f2 · бял цар на черно поле h2 · черен топ на черно поле g1 | бял топ на бяло поле a8 · черна пешка на черно поле h6 · бяла пешка на черно поле b4 · бяла пешка на бяло поле c4 · черен цар на черно поле f4 · бяла пешка на бяло поле h3 · черна пешка на черно поле f2 · бял цар на черно поле h2 · черен топ на черно поле g1 | бял топ на бяло поле a8 · черна пешка на черно поле h6 · бяла пешка на черно поле b4 · бяла пешка на бяло поле c4 · черен цар на черно поле f4 · бяла пешка на бяло поле h3 · черна пешка на черно поле f2 · бял цар на черно поле h2 · черен топ на черно поле g1 | бял топ на бяло поле a8 · черна пешка на черно поле h6 · бяла пешка на черно поле b4 · бяла пешка на бяло поле c4 · черен цар на черно поле f4 · бяла пешка на бяло поле h3 · черна пешка на черно поле f2 · бял цар на черно поле h2 · черен топ на черно поле g1 | бял топ на бяло поле a8 · черна пешка на черно поле h6 · бяла пешка на черно поле b4 · бяла пешка на бяло поле c4 · черен цар на черно поле f4 · бяла пешка на бяло поле h3 · черна пешка на черно поле f2 · бял цар на черно поле h2 · черен топ на черно поле g1 | бял топ на бяло поле a8 · черна пешка на черно поле h6 · бяла пешка на черно поле b4 · бяла пешка на бяло поле c4 · черен цар на черно поле f4 · бяла пешка на бяло поле h3 · черна пешка на черно поле f2 · бял цар на черно поле h2 · черен топ на черно поле g1 | бял топ на бяло поле a8 · черна пешка на черно поле h6 · бяла пешка на черно поле b4 · бяла пешка на бяло поле c4 · черен цар на черно поле f4 · бяла пешка на бяло поле h3 · черна пешка на черно поле f2 · бял цар на черно поле h2 · черен топ на черно поле g1 | бял топ на бяло поле a8 · черна пешка на черно поле h6 · бяла пешка на черно поле b4 · бяла пешка на бяло поле c4 · черен цар на черно поле f4 · бяла пешка на бяло поле h3 · черна пешка на черно поле f2 · бял цар на черно поле h2 · черен топ на черно поле g1 | 1 |
|   | a | b | c | d | e | f | g | h |   |

|   | a | b | c | d | e | f | g | h |   |
| 8 | черен офицер на бяло поле c8 · черна дама на черно поле d8 · черен кон на бяло поле e8 · черен топ на черно поле f8 · черен цар на бяло поле g8 · черна пешка на бяло поле f7 · черна пешка на бяло поле h7 · бяла пешка на черно поле f6 · черна пешка на бяло поле g6 · бяла дама на черно поле h6 · черна пешка на бяло поле d5 · бяла пешка на черно поле e5 · бяла пешка на черно поле g5 · черна пешка на бяло поле c4 · бяла пешка на черно поле d4 · бял топ на черно поле f4 · бяла пешка на черно поле c3 · бял офицер на бяло поле g2 · бяла пешка на черно поле h2 · черна дама на черно поле e1 · бял кон на бяло поле f1 · бял цар на черно поле g1 | черен офицер на бяло поле c8 · черна дама на черно поле d8 · черен кон на бяло поле e8 · черен топ на черно поле f8 · черен цар на бяло поле g8 · черна пешка на бяло поле f7 · черна пешка на бяло поле h7 · бяла пешка на черно поле f6 · черна пешка на бяло поле g6 · бяла дама на черно поле h6 · черна пешка на бяло поле d5 · бяла пешка на черно поле e5 · бяла пешка на черно поле g5 · черна пешка на бяло поле c4 · бяла пешка на черно поле d4 · бял топ на черно поле f4 · бяла пешка на черно поле c3 · бял офицер на бяло поле g2 · бяла пешка на черно поле h2 · черна дама на черно поле e1 · бял кон на бяло поле f1 · бял цар на черно поле g1 | черен офицер на бяло поле c8 · черна дама на черно поле d8 · черен кон на бяло поле e8 · черен топ на черно поле f8 · черен цар на бяло поле g8 · черна пешка на бяло поле f7 · черна пешка на бяло поле h7 · бяла пешка на черно поле f6 · черна пешка на бяло поле g6 · бяла дама на черно поле h6 · черна пешка на бяло поле d5 · бяла пешка на черно поле e5 · бяла пешка на черно поле g5 · черна пешка на бяло поле c4 · бяла пешка на черно поле d4 · бял топ на черно поле f4 · бяла пешка на черно поле c3 · бял офицер на бяло поле g2 · бяла пешка на черно поле h2 · черна дама на черно поле e1 · бял кон на бяло поле f1 · бял цар на черно поле g1 | черен офицер на бяло поле c8 · черна дама на черно поле d8 · черен кон на бяло поле e8 · черен топ на черно поле f8 · черен цар на бяло поле g8 · черна пешка на бяло поле f7 · черна пешка на бяло поле h7 · бяла пешка на черно поле f6 · черна пешка на бяло поле g6 · бяла дама на черно поле h6 · черна пешка на бяло поле d5 · бяла пешка на черно поле e5 · бяла пешка на черно поле g5 · черна пешка на бяло поле c4 · бяла пешка на черно поле d4 · бял топ на черно поле f4 · бяла пешка на черно поле c3 · бял офицер на бяло поле g2 · бяла пешка на черно поле h2 · черна дама на черно поле e1 · бял кон на бяло поле f1 · бял цар на черно поле g1 | черен офицер на бяло поле c8 · черна дама на черно поле d8 · черен кон на бяло поле e8 · черен топ на черно поле f8 · черен цар на бяло поле g8 · черна пешка на бяло поле f7 · черна пешка на бяло поле h7 · бяла пешка на черно поле f6 · черна пешка на бяло поле g6 · бяла дама на черно поле h6 · черна пешка на бяло поле d5 · бяла пешка на черно поле e5 · бяла пешка на черно поле g5 · черна пешка на бяло поле c4 · бяла пешка на черно поле d4 · бял топ на черно поле f4 · бяла пешка на черно поле c3 · бял офицер на бяло поле g2 · бяла пешка на черно поле h2 · черна дама на черно поле e1 · бял кон на бяло поле f1 · бял цар на черно поле g1 | черен офицер на бяло поле c8 · черна дама на черно поле d8 · черен кон на бяло поле e8 · черен топ на черно поле f8 · черен цар на бяло поле g8 · черна пешка на бяло поле f7 · черна пешка на бяло поле h7 · бяла пешка на черно поле f6 · черна пешка на бяло поле g6 · бяла дама на черно поле h6 · черна пешка на бяло поле d5 · бяла пешка на черно поле e5 · бяла пешка на черно поле g5 · черна пешка на бяло поле c4 · бяла пешка на черно поле d4 · бял топ на черно поле f4 · бяла пешка на черно поле c3 · бял офицер на бяло поле g2 · бяла пешка на черно поле h2 · черна дама на черно поле e1 · бял кон на бяло поле f1 · бял цар на черно поле g1 | черен офицер на бяло поле c8 · черна дама на черно поле d8 · черен кон на бяло поле e8 · черен топ на черно поле f8 · черен цар на бяло поле g8 · черна пешка на бяло поле f7 · черна пешка на бяло поле h7 · бяла пешка на черно поле f6 · черна пешка на бяло поле g6 · бяла дама на черно поле h6 · черна пешка на бяло поле d5 · бяла пешка на черно поле e5 · бяла пешка на черно поле g5 · черна пешка на бяло поле c4 · бяла пешка на черно поле d4 · бял топ на черно поле f4 · бяла пешка на черно поле c3 · бял офицер на бяло поле g2 · бяла пешка на черно поле h2 · черна дама на черно поле e1 · бял кон на бяло поле f1 · бял цар на черно поле g1 | черен офицер на бяло поле c8 · черна дама на черно поле d8 · черен кон на бяло поле e8 · черен топ на черно поле f8 · черен цар на бяло поле g8 · черна пешка на бяло поле f7 · черна пешка на бяло поле h7 · бяла пешка на черно поле f6 · черна пешка на бяло поле g6 · бяла дама на черно поле h6 · черна пешка на бяло поле d5 · бяла пешка на черно поле e5 · бяла пешка на черно поле g5 · черна пешка на бяло поле c4 · бяла пешка на черно поле d4 · бял топ на черно поле f4 · бяла пешка на черно поле c3 · бял офицер на бяло поле g2 · бяла пешка на черно поле h2 · черна дама на черно поле e1 · бял кон на бяло поле f1 · бял цар на черно поле g1 | 8 |
| 7 | черен офицер на бяло поле c8 · черна дама на черно поле d8 · черен кон на бяло поле e8 · черен топ на черно поле f8 · черен цар на бяло поле g8 · черна пешка на бяло поле f7 · черна пешка на бяло поле h7 · бяла пешка на черно поле f6 · черна пешка на бяло поле g6 · бяла дама на черно поле h6 · черна пешка на бяло поле d5 · бяла пешка на черно поле e5 · бяла пешка на черно поле g5 · черна пешка на бяло поле c4 · бяла пешка на черно поле d4 · бял топ на черно поле f4 · бяла пешка на черно поле c3 · бял офицер на бяло поле g2 · бяла пешка на черно поле h2 · черна дама на черно поле e1 · бял кон на бяло поле f1 · бял цар на черно поле g1 | черен офицер на бяло поле c8 · черна дама на черно поле d8 · черен кон на бяло поле e8 · черен топ на черно поле f8 · черен цар на бяло поле g8 · черна пешка на бяло поле f7 · черна пешка на бяло поле h7 · бяла пешка на черно поле f6 · черна пешка на бяло поле g6 · бяла дама на черно поле h6 · черна пешка на бяло поле d5 · бяла пешка на черно поле e5 · бяла пешка на черно поле g5 · черна пешка на бяло поле c4 · бяла пешка на черно поле d4 · бял топ на черно поле f4 · бяла пешка на черно поле c3 · бял офицер на бяло поле g2 · бяла пешка на черно поле h2 · черна дама на черно поле e1 · бял кон на бяло поле f1 · бял цар на черно поле g1 | черен офицер на бяло поле c8 · черна дама на черно поле d8 · черен кон на бяло поле e8 · черен топ на черно поле f8 · черен цар на бяло поле g8 · черна пешка на бяло поле f7 · черна пешка на бяло поле h7 · бяла пешка на черно поле f6 · черна пешка на бяло поле g6 · бяла дама на черно поле h6 · черна пешка на бяло поле d5 · бяла пешка на черно поле e5 · бяла пешка на черно поле g5 · черна пешка на бяло поле c4 · бяла пешка на черно поле d4 · бял топ на черно поле f4 · бяла пешка на черно поле c3 · бял офицер на бяло поле g2 · бяла пешка на черно поле h2 · черна дама на черно поле e1 · бял кон на бяло поле f1 · бял цар на черно поле g1 | черен офицер на бяло поле c8 · черна дама на черно поле d8 · черен кон на бяло поле e8 · черен топ на черно поле f8 · черен цар на бяло поле g8 · черна пешка на бяло поле f7 · черна пешка на бяло поле h7 · бяла пешка на черно поле f6 · черна пешка на бяло поле g6 · бяла дама на черно поле h6 · черна пешка на бяло поле d5 · бяла пешка на черно поле e5 · бяла пешка на черно поле g5 · черна пешка на бяло поле c4 · бяла пешка на черно поле d4 · бял топ на черно поле f4 · бяла пешка на черно поле c3 · бял офицер на бяло поле g2 · бяла пешка на черно поле h2 · черна дама на черно поле e1 · бял кон на бяло поле f1 · бял цар на черно поле g1 | черен офицер на бяло поле c8 · черна дама на черно поле d8 · черен кон на бяло поле e8 · черен топ на черно поле f8 · черен цар на бяло поле g8 · черна пешка на бяло поле f7 · черна пешка на бяло поле h7 · бяла пешка на черно поле f6 · черна пешка на бяло поле g6 · бяла дама на черно поле h6 · черна пешка на бяло поле d5 · бяла пешка на черно поле e5 · бяла пешка на черно поле g5 · черна пешка на бяло поле c4 · бяла пешка на черно поле d4 · бял топ на черно поле f4 · бяла пешка на черно поле c3 · бял офицер на бяло поле g2 · бяла пешка на черно поле h2 · черна дама на черно поле e1 · бял кон на бяло поле f1 · бял цар на черно поле g1 | черен офицер на бяло поле c8 · черна дама на черно поле d8 · черен кон на бяло поле e8 · черен топ на черно поле f8 · черен цар на бяло поле g8 · черна пешка на бяло поле f7 · черна пешка на бяло поле h7 · бяла пешка на черно поле f6 · черна пешка на бяло поле g6 · бяла дама на черно поле h6 · черна пешка на бяло поле d5 · бяла пешка на черно поле e5 · бяла пешка на черно поле g5 · черна пешка на бяло поле c4 · бяла пешка на черно поле d4 · бял топ на черно поле f4 · бяла пешка на черно поле c3 · бял офицер на бяло поле g2 · бяла пешка на черно поле h2 · черна дама на черно поле e1 · бял кон на бяло поле f1 · бял цар на черно поле g1 | черен офицер на бяло поле c8 · черна дама на черно поле d8 · черен кон на бяло поле e8 · черен топ на черно поле f8 · черен цар на бяло поле g8 · черна пешка на бяло поле f7 · черна пешка на бяло поле h7 · бяла пешка на черно поле f6 · черна пешка на бяло поле g6 · бяла дама на черно поле h6 · черна пешка на бяло поле d5 · бяла пешка на черно поле e5 · бяла пешка на черно поле g5 · черна пешка на бяло поле c4 · бяла пешка на черно поле d4 · бял топ на черно поле f4 · бяла пешка на черно поле c3 · бял офицер на бяло поле g2 · бяла пешка на черно поле h2 · черна дама на черно поле e1 · бял кон на бяло поле f1 · бял цар на черно поле g1 | черен офицер на бяло поле c8 · черна дама на черно поле d8 · черен кон на бяло поле e8 · черен топ на черно поле f8 · черен цар на бяло поле g8 · черна пешка на бяло поле f7 · черна пешка на бяло поле h7 · бяла пешка на черно поле f6 · черна пешка на бяло поле g6 · бяла дама на черно поле h6 · черна пешка на бяло поле d5 · бяла пешка на черно поле e5 · бяла пешка на черно поле g5 · черна пешка на бяло поле c4 · бяла пешка на черно поле d4 · бял топ на черно поле f4 · бяла пешка на черно поле c3 · бял офицер на бяло поле g2 · бяла пешка на черно поле h2 · черна дама на черно поле e1 · бял кон на бяло поле f1 · бял цар на черно поле g1 | 7 |
| 6 | черен офицер на бяло поле c8 · черна дама на черно поле d8 · черен кон на бяло поле e8 · черен топ на черно поле f8 · черен цар на бяло поле g8 · черна пешка на бяло поле f7 · черна пешка на бяло поле h7 · бяла пешка на черно поле f6 · черна пешка на бяло поле g6 · бяла дама на черно поле h6 · черна пешка на бяло поле d5 · бяла пешка на черно поле e5 · бяла пешка на черно поле g5 · черна пешка на бяло поле c4 · бяла пешка на черно поле d4 · бял топ на черно поле f4 · бяла пешка на черно поле c3 · бял офицер на бяло поле g2 · бяла пешка на черно поле h2 · черна дама на черно поле e1 · бял кон на бяло поле f1 · бял цар на черно поле g1 | черен офицер на бяло поле c8 · черна дама на черно поле d8 · черен кон на бяло поле e8 · черен топ на черно поле f8 · черен цар на бяло поле g8 · черна пешка на бяло поле f7 · черна пешка на бяло поле h7 · бяла пешка на черно поле f6 · черна пешка на бяло поле g6 · бяла дама на черно поле h6 · черна пешка на бяло поле d5 · бяла пешка на черно поле e5 · бяла пешка на черно поле g5 · черна пешка на бяло поле c4 · бяла пешка на черно поле d4 · бял топ на черно поле f4 · бяла пешка на черно поле c3 · бял офицер на бяло поле g2 · бяла пешка на черно поле h2 · черна дама на черно поле e1 · бял кон на бяло поле f1 · бял цар на черно поле g1 | черен офицер на бяло поле c8 · черна дама на черно поле d8 · черен кон на бяло поле e8 · черен топ на черно поле f8 · черен цар на бяло поле g8 · черна пешка на бяло поле f7 · черна пешка на бяло поле h7 · бяла пешка на черно поле f6 · черна пешка на бяло поле g6 · бяла дама на черно поле h6 · черна пешка на бяло поле d5 · бяла пешка на черно поле e5 · бяла пешка на черно поле g5 · черна пешка на бяло поле c4 · бяла пешка на черно поле d4 · бял топ на черно поле f4 · бяла пешка на черно поле c3 · бял офицер на бяло поле g2 · бяла пешка на черно поле h2 · черна дама на черно поле e1 · бял кон на бяло поле f1 · бял цар на черно поле g1 | черен офицер на бяло поле c8 · черна дама на черно поле d8 · черен кон на бяло поле e8 · черен топ на черно поле f8 · черен цар на бяло поле g8 · черна пешка на бяло поле f7 · черна пешка на бяло поле h7 · бяла пешка на черно поле f6 · черна пешка на бяло поле g6 · бяла дама на черно поле h6 · черна пешка на бяло поле d5 · бяла пешка на черно поле e5 · бяла пешка на черно поле g5 · черна пешка на бяло поле c4 · бяла пешка на черно поле d4 · бял топ на черно поле f4 · бяла пешка на черно поле c3 · бял офицер на бяло поле g2 · бяла пешка на черно поле h2 · черна дама на черно поле e1 · бял кон на бяло поле f1 · бял цар на черно поле g1 | черен офицер на бяло поле c8 · черна дама на черно поле d8 · черен кон на бяло поле e8 · черен топ на черно поле f8 · черен цар на бяло поле g8 · черна пешка на бяло поле f7 · черна пешка на бяло поле h7 · бяла пешка на черно поле f6 · черна пешка на бяло поле g6 · бяла дама на черно поле h6 · черна пешка на бяло поле d5 · бяла пешка на черно поле e5 · бяла пешка на черно поле g5 · черна пешка на бяло поле c4 · бяла пешка на черно поле d4 · бял топ на черно поле f4 · бяла пешка на черно поле c3 · бял офицер на бяло поле g2 · бяла пешка на черно поле h2 · черна дама на черно поле e1 · бял кон на бяло поле f1 · бял цар на черно поле g1 | черен офицер на бяло поле c8 · черна дама на черно поле d8 · черен кон на бяло поле e8 · черен топ на черно поле f8 · черен цар на бяло поле g8 · черна пешка на бяло поле f7 · черна пешка на бяло поле h7 · бяла пешка на черно поле f6 · черна пешка на бяло поле g6 · бяла дама на черно поле h6 · черна пешка на бяло поле d5 · бяла пешка на черно поле e5 · бяла пешка на черно поле g5 · черна пешка на бяло поле c4 · бяла пешка на черно поле d4 · бял топ на черно поле f4 · бяла пешка на черно поле c3 · бял офицер на бяло поле g2 · бяла пешка на черно поле h2 · черна дама на черно поле e1 · бял кон на бяло поле f1 · бял цар на черно поле g1 | черен офицер на бяло поле c8 · черна дама на черно поле d8 · черен кон на бяло поле e8 · черен топ на черно поле f8 · черен цар на бяло поле g8 · черна пешка на бяло поле f7 · черна пешка на бяло поле h7 · бяла пешка на черно поле f6 · черна пешка на бяло поле g6 · бяла дама на черно поле h6 · черна пешка на бяло поле d5 · бяла пешка на черно поле e5 · бяла пешка на черно поле g5 · черна пешка на бяло поле c4 · бяла пешка на черно поле d4 · бял топ на черно поле f4 · бяла пешка на черно поле c3 · бял офицер на бяло поле g2 · бяла пешка на черно поле h2 · черна дама на черно поле e1 · бял кон на бяло поле f1 · бял цар на черно поле g1 | черен офицер на бяло поле c8 · черна дама на черно поле d8 · черен кон на бяло поле e8 · черен топ на черно поле f8 · черен цар на бяло поле g8 · черна пешка на бяло поле f7 · черна пешка на бяло поле h7 · бяла пешка на черно поле f6 · черна пешка на бяло поле g6 · бяла дама на черно поле h6 · черна пешка на бяло поле d5 · бяла пешка на черно поле e5 · бяла пешка на черно поле g5 · черна пешка на бяло поле c4 · бяла пешка на черно поле d4 · бял топ на черно поле f4 · бяла пешка на черно поле c3 · бял офицер на бяло поле g2 · бяла пешка на черно поле h2 · черна дама на черно поле e1 · бял кон на бяло поле f1 · бял цар на черно поле g1 | 6 |
| 5 | черен офицер на бяло поле c8 · черна дама на черно поле d8 · черен кон на бяло поле e8 · черен топ на черно поле f8 · черен цар на бяло поле g8 · черна пешка на бяло поле f7 · черна пешка на бяло поле h7 · бяла пешка на черно поле f6 · черна пешка на бяло поле g6 · бяла дама на черно поле h6 · черна пешка на бяло поле d5 · бяла пешка на черно поле e5 · бяла пешка на черно поле g5 · черна пешка на бяло поле c4 · бяла пешка на черно поле d4 · бял топ на черно поле f4 · бяла пешка на черно поле c3 · бял офицер на бяло поле g2 · бяла пешка на черно поле h2 · черна дама на черно поле e1 · бял кон на бяло поле f1 · бял цар на черно поле g1 | черен офицер на бяло поле c8 · черна дама на черно поле d8 · черен кон на бяло поле e8 · черен топ на черно поле f8 · черен цар на бяло поле g8 · черна пешка на бяло поле f7 · черна пешка на бяло поле h7 · бяла пешка на черно поле f6 · черна пешка на бяло поле g6 · бяла дама на черно поле h6 · черна пешка на бяло поле d5 · бяла пешка на черно поле e5 · бяла пешка на черно поле g5 · черна пешка на бяло поле c4 · бяла пешка на черно поле d4 · бял топ на черно поле f4 · бяла пешка на черно поле c3 · бял офицер на бяло поле g2 · бяла пешка на черно поле h2 · черна дама на черно поле e1 · бял кон на бяло поле f1 · бял цар на черно поле g1 | черен офицер на бяло поле c8 · черна дама на черно поле d8 · черен кон на бяло поле e8 · черен топ на черно поле f8 · черен цар на бяло поле g8 · черна пешка на бяло поле f7 · черна пешка на бяло поле h7 · бяла пешка на черно поле f6 · черна пешка на бяло поле g6 · бяла дама на черно поле h6 · черна пешка на бяло поле d5 · бяла пешка на черно поле e5 · бяла пешка на черно поле g5 · черна пешка на бяло поле c4 · бяла пешка на черно поле d4 · бял топ на черно поле f4 · бяла пешка на черно поле c3 · бял офицер на бяло поле g2 · бяла пешка на черно поле h2 · черна дама на черно поле e1 · бял кон на бяло поле f1 · бял цар на черно поле g1 | черен офицер на бяло поле c8 · черна дама на черно поле d8 · черен кон на бяло поле e8 · черен топ на черно поле f8 · черен цар на бяло поле g8 · черна пешка на бяло поле f7 · черна пешка на бяло поле h7 · бяла пешка на черно поле f6 · черна пешка на бяло поле g6 · бяла дама на черно поле h6 · черна пешка на бяло поле d5 · бяла пешка на черно поле e5 · бяла пешка на черно поле g5 · черна пешка на бяло поле c4 · бяла пешка на черно поле d4 · бял топ на черно поле f4 · бяла пешка на черно поле c3 · бял офицер на бяло поле g2 · бяла пешка на черно поле h2 · черна дама на черно поле e1 · бял кон на бяло поле f1 · бял цар на черно поле g1 | черен офицер на бяло поле c8 · черна дама на черно поле d8 · черен кон на бяло поле e8 · черен топ на черно поле f8 · черен цар на бяло поле g8 · черна пешка на бяло поле f7 · черна пешка на бяло поле h7 · бяла пешка на черно поле f6 · черна пешка на бяло поле g6 · бяла дама на черно поле h6 · черна пешка на бяло поле d5 · бяла пешка на черно поле e5 · бяла пешка на черно поле g5 · черна пешка на бяло поле c4 · бяла пешка на черно поле d4 · бял топ на черно поле f4 · бяла пешка на черно поле c3 · бял офицер на бяло поле g2 · бяла пешка на черно поле h2 · черна дама на черно поле e1 · бял кон на бяло поле f1 · бял цар на черно поле g1 | черен офицер на бяло поле c8 · черна дама на черно поле d8 · черен кон на бяло поле e8 · черен топ на черно поле f8 · черен цар на бяло поле g8 · черна пешка на бяло поле f7 · черна пешка на бяло поле h7 · бяла пешка на черно поле f6 · черна пешка на бяло поле g6 · бяла дама на черно поле h6 · черна пешка на бяло поле d5 · бяла пешка на черно поле e5 · бяла пешка на черно поле g5 · черна пешка на бяло поле c4 · бяла пешка на черно поле d4 · бял топ на черно поле f4 · бяла пешка на черно поле c3 · бял офицер на бяло поле g2 · бяла пешка на черно поле h2 · черна дама на черно поле e1 · бял кон на бяло поле f1 · бял цар на черно поле g1 | черен офицер на бяло поле c8 · черна дама на черно поле d8 · черен кон на бяло поле e8 · черен топ на черно поле f8 · черен цар на бяло поле g8 · черна пешка на бяло поле f7 · черна пешка на бяло поле h7 · бяла пешка на черно поле f6 · черна пешка на бяло поле g6 · бяла дама на черно поле h6 · черна пешка на бяло поле d5 · бяла пешка на черно поле e5 · бяла пешка на черно поле g5 · черна пешка на бяло поле c4 · бяла пешка на черно поле d4 · бял топ на черно поле f4 · бяла пешка на черно поле c3 · бял офицер на бяло поле g2 · бяла пешка на черно поле h2 · черна дама на черно поле e1 · бял кон на бяло поле f1 · бял цар на черно поле g1 | черен офицер на бяло поле c8 · черна дама на черно поле d8 · черен кон на бяло поле e8 · черен топ на черно поле f8 · черен цар на бяло поле g8 · черна пешка на бяло поле f7 · черна пешка на бяло поле h7 · бяла пешка на черно поле f6 · черна пешка на бяло поле g6 · бяла дама на черно поле h6 · черна пешка на бяло поле d5 · бяла пешка на черно поле e5 · бяла пешка на черно поле g5 · черна пешка на бяло поле c4 · бяла пешка на черно поле d4 · бял топ на черно поле f4 · бяла пешка на черно поле c3 · бял офицер на бяло поле g2 · бяла пешка на черно поле h2 · черна дама на черно поле e1 · бял кон на бяло поле f1 · бял цар на черно поле g1 | 5 |
| 4 | черен офицер на бяло поле c8 · черна дама на черно поле d8 · черен кон на бяло поле e8 · черен топ на черно поле f8 · черен цар на бяло поле g8 · черна пешка на бяло поле f7 · черна пешка на бяло поле h7 · бяла пешка на черно поле f6 · черна пешка на бяло поле g6 · бяла дама на черно поле h6 · черна пешка на бяло поле d5 · бяла пешка на черно поле e5 · бяла пешка на черно поле g5 · черна пешка на бяло поле c4 · бяла пешка на черно поле d4 · бял топ на черно поле f4 · бяла пешка на черно поле c3 · бял офицер на бяло поле g2 · бяла пешка на черно поле h2 · черна дама на черно поле e1 · бял кон на бяло поле f1 · бял цар на черно поле g1 | черен офицер на бяло поле c8 · черна дама на черно поле d8 · черен кон на бяло поле e8 · черен топ на черно поле f8 · черен цар на бяло поле g8 · черна пешка на бяло поле f7 · черна пешка на бяло поле h7 · бяла пешка на черно поле f6 · черна пешка на бяло поле g6 · бяла дама на черно поле h6 · черна пешка на бяло поле d5 · бяла пешка на черно поле e5 · бяла пешка на черно поле g5 · черна пешка на бяло поле c4 · бяла пешка на черно поле d4 · бял топ на черно поле f4 · бяла пешка на черно поле c3 · бял офицер на бяло поле g2 · бяла пешка на черно поле h2 · черна дама на черно поле e1 · бял кон на бяло поле f1 · бял цар на черно поле g1 | черен офицер на бяло поле c8 · черна дама на черно поле d8 · черен кон на бяло поле e8 · черен топ на черно поле f8 · черен цар на бяло поле g8 · черна пешка на бяло поле f7 · черна пешка на бяло поле h7 · бяла пешка на черно поле f6 · черна пешка на бяло поле g6 · бяла дама на черно поле h6 · черна пешка на бяло поле d5 · бяла пешка на черно поле e5 · бяла пешка на черно поле g5 · черна пешка на бяло поле c4 · бяла пешка на черно поле d4 · бял топ на черно поле f4 · бяла пешка на черно поле c3 · бял офицер на бяло поле g2 · бяла пешка на черно поле h2 · черна дама на черно поле e1 · бял кон на бяло поле f1 · бял цар на черно поле g1 | черен офицер на бяло поле c8 · черна дама на черно поле d8 · черен кон на бяло поле e8 · черен топ на черно поле f8 · черен цар на бяло поле g8 · черна пешка на бяло поле f7 · черна пешка на бяло поле h7 · бяла пешка на черно поле f6 · черна пешка на бяло поле g6 · бяла дама на черно поле h6 · черна пешка на бяло поле d5 · бяла пешка на черно поле e5 · бяла пешка на черно поле g5 · черна пешка на бяло поле c4 · бяла пешка на черно поле d4 · бял топ на черно поле f4 · бяла пешка на черно поле c3 · бял офицер на бяло поле g2 · бяла пешка на черно поле h2 · черна дама на черно поле e1 · бял кон на бяло поле f1 · бял цар на черно поле g1 | черен офицер на бяло поле c8 · черна дама на черно поле d8 · черен кон на бяло поле e8 · черен топ на черно поле f8 · черен цар на бяло поле g8 · черна пешка на бяло поле f7 · черна пешка на бяло поле h7 · бяла пешка на черно поле f6 · черна пешка на бяло поле g6 · бяла дама на черно поле h6 · черна пешка на бяло поле d5 · бяла пешка на черно поле e5 · бяла пешка на черно поле g5 · черна пешка на бяло поле c4 · бяла пешка на черно поле d4 · бял топ на черно поле f4 · бяла пешка на черно поле c3 · бял офицер на бяло поле g2 · бяла пешка на черно поле h2 · черна дама на черно поле e1 · бял кон на бяло поле f1 · бял цар на черно поле g1 | черен офицер на бяло поле c8 · черна дама на черно поле d8 · черен кон на бяло поле e8 · черен топ на черно поле f8 · черен цар на бяло поле g8 · черна пешка на бяло поле f7 · черна пешка на бяло поле h7 · бяла пешка на черно поле f6 · черна пешка на бяло поле g6 · бяла дама на черно поле h6 · черна пешка на бяло поле d5 · бяла пешка на черно поле e5 · бяла пешка на черно поле g5 · черна пешка на бяло поле c4 · бяла пешка на черно поле d4 · бял топ на черно поле f4 · бяла пешка на черно поле c3 · бял офицер на бяло поле g2 · бяла пешка на черно поле h2 · черна дама на черно поле e1 · бял кон на бяло поле f1 · бял цар на черно поле g1 | черен офицер на бяло поле c8 · черна дама на черно поле d8 · черен кон на бяло поле e8 · черен топ на черно поле f8 · черен цар на бяло поле g8 · черна пешка на бяло поле f7 · черна пешка на бяло поле h7 · бяла пешка на черно поле f6 · черна пешка на бяло поле g6 · бяла дама на черно поле h6 · черна пешка на бяло поле d5 · бяла пешка на черно поле e5 · бяла пешка на черно поле g5 · черна пешка на бяло поле c4 · бяла пешка на черно поле d4 · бял топ на черно поле f4 · бяла пешка на черно поле c3 · бял офицер на бяло поле g2 · бяла пешка на черно поле h2 · черна дама на черно поле e1 · бял кон на бяло поле f1 · бял цар на черно поле g1 | черен офицер на бяло поле c8 · черна дама на черно поле d8 · черен кон на бяло поле e8 · черен топ на черно поле f8 · черен цар на бяло поле g8 · черна пешка на бяло поле f7 · черна пешка на бяло поле h7 · бяла пешка на черно поле f6 · черна пешка на бяло поле g6 · бяла дама на черно поле h6 · черна пешка на бяло поле d5 · бяла пешка на черно поле e5 · бяла пешка на черно поле g5 · черна пешка на бяло поле c4 · бяла пешка на черно поле d4 · бял топ на черно поле f4 · бяла пешка на черно поле c3 · бял офицер на бяло поле g2 · бяла пешка на черно поле h2 · черна дама на черно поле e1 · бял кон на бяло поле f1 · бял цар на черно поле g1 | 4 |
| 3 | черен офицер на бяло поле c8 · черна дама на черно поле d8 · черен кон на бяло поле e8 · черен топ на черно поле f8 · черен цар на бяло поле g8 · черна пешка на бяло поле f7 · черна пешка на бяло поле h7 · бяла пешка на черно поле f6 · черна пешка на бяло поле g6 · бяла дама на черно поле h6 · черна пешка на бяло поле d5 · бяла пешка на черно поле e5 · бяла пешка на черно поле g5 · черна пешка на бяло поле c4 · бяла пешка на черно поле d4 · бял топ на черно поле f4 · бяла пешка на черно поле c3 · бял офицер на бяло поле g2 · бяла пешка на черно поле h2 · черна дама на черно поле e1 · бял кон на бяло поле f1 · бял цар на черно поле g1 | черен офицер на бяло поле c8 · черна дама на черно поле d8 · черен кон на бяло поле e8 · черен топ на черно поле f8 · черен цар на бяло поле g8 · черна пешка на бяло поле f7 · черна пешка на бяло поле h7 · бяла пешка на черно поле f6 · черна пешка на бяло поле g6 · бяла дама на черно поле h6 · черна пешка на бяло поле d5 · бяла пешка на черно поле e5 · бяла пешка на черно поле g5 · черна пешка на бяло поле c4 · бяла пешка на черно поле d4 · бял топ на черно поле f4 · бяла пешка на черно поле c3 · бял офицер на бяло поле g2 · бяла пешка на черно поле h2 · черна дама на черно поле e1 · бял кон на бяло поле f1 · бял цар на черно поле g1 | черен офицер на бяло поле c8 · черна дама на черно поле d8 · черен кон на бяло поле e8 · черен топ на черно поле f8 · черен цар на бяло поле g8 · черна пешка на бяло поле f7 · черна пешка на бяло поле h7 · бяла пешка на черно поле f6 · черна пешка на бяло поле g6 · бяла дама на черно поле h6 · черна пешка на бяло поле d5 · бяла пешка на черно поле e5 · бяла пешка на черно поле g5 · черна пешка на бяло поле c4 · бяла пешка на черно поле d4 · бял топ на черно поле f4 · бяла пешка на черно поле c3 · бял офицер на бяло поле g2 · бяла пешка на черно поле h2 · черна дама на черно поле e1 · бял кон на бяло поле f1 · бял цар на черно поле g1 | черен офицер на бяло поле c8 · черна дама на черно поле d8 · черен кон на бяло поле e8 · черен топ на черно поле f8 · черен цар на бяло поле g8 · черна пешка на бяло поле f7 · черна пешка на бяло поле h7 · бяла пешка на черно поле f6 · черна пешка на бяло поле g6 · бяла дама на черно поле h6 · черна пешка на бяло поле d5 · бяла пешка на черно поле e5 · бяла пешка на черно поле g5 · черна пешка на бяло поле c4 · бяла пешка на черно поле d4 · бял топ на черно поле f4 · бяла пешка на черно поле c3 · бял офицер на бяло поле g2 · бяла пешка на черно поле h2 · черна дама на черно поле e1 · бял кон на бяло поле f1 · бял цар на черно поле g1 | черен офицер на бяло поле c8 · черна дама на черно поле d8 · черен кон на бяло поле e8 · черен топ на черно поле f8 · черен цар на бяло поле g8 · черна пешка на бяло поле f7 · черна пешка на бяло поле h7 · бяла пешка на черно поле f6 · черна пешка на бяло поле g6 · бяла дама на черно поле h6 · черна пешка на бяло поле d5 · бяла пешка на черно поле e5 · бяла пешка на черно поле g5 · черна пешка на бяло поле c4 · бяла пешка на черно поле d4 · бял топ на черно поле f4 · бяла пешка на черно поле c3 · бял офицер на бяло поле g2 · бяла пешка на черно поле h2 · черна дама на черно поле e1 · бял кон на бяло поле f1 · бял цар на черно поле g1 | черен офицер на бяло поле c8 · черна дама на черно поле d8 · черен кон на бяло поле e8 · черен топ на черно поле f8 · черен цар на бяло поле g8 · черна пешка на бяло поле f7 · черна пешка на бяло поле h7 · бяла пешка на черно поле f6 · черна пешка на бяло поле g6 · бяла дама на черно поле h6 · черна пешка на бяло поле d5 · бяла пешка на черно поле e5 · бяла пешка на черно поле g5 · черна пешка на бяло поле c4 · бяла пешка на черно поле d4 · бял топ на черно поле f4 · бяла пешка на черно поле c3 · бял офицер на бяло поле g2 · бяла пешка на черно поле h2 · черна дама на черно поле e1 · бял кон на бяло поле f1 · бял цар на черно поле g1 | черен офицер на бяло поле c8 · черна дама на черно поле d8 · черен кон на бяло поле e8 · черен топ на черно поле f8 · черен цар на бяло поле g8 · черна пешка на бяло поле f7 · черна пешка на бяло поле h7 · бяла пешка на черно поле f6 · черна пешка на бяло поле g6 · бяла дама на черно поле h6 · черна пешка на бяло поле d5 · бяла пешка на черно поле e5 · бяла пешка на черно поле g5 · черна пешка на бяло поле c4 · бяла пешка на черно поле d4 · бял топ на черно поле f4 · бяла пешка на черно поле c3 · бял офицер на бяло поле g2 · бяла пешка на черно поле h2 · черна дама на черно поле e1 · бял кон на бяло поле f1 · бял цар на черно поле g1 | черен офицер на бяло поле c8 · черна дама на черно поле d8 · черен кон на бяло поле e8 · черен топ на черно поле f8 · черен цар на бяло поле g8 · черна пешка на бяло поле f7 · черна пешка на бяло поле h7 · бяла пешка на черно поле f6 · черна пешка на бяло поле g6 · бяла дама на черно поле h6 · черна пешка на бяло поле d5 · бяла пешка на черно поле e5 · бяла пешка на черно поле g5 · черна пешка на бяло поле c4 · бяла пешка на черно поле d4 · бял топ на черно поле f4 · бяла пешка на черно поле c3 · бял офицер на бяло поле g2 · бяла пешка на черно поле h2 · черна дама на черно поле e1 · бял кон на бяло поле f1 · бял цар на черно поле g1 | 3 |
| 2 | черен офицер на бяло поле c8 · черна дама на черно поле d8 · черен кон на бяло поле e8 · черен топ на черно поле f8 · черен цар на бяло поле g8 · черна пешка на бяло поле f7 · черна пешка на бяло поле h7 · бяла пешка на черно поле f6 · черна пешка на бяло поле g6 · бяла дама на черно поле h6 · черна пешка на бяло поле d5 · бяла пешка на черно поле e5 · бяла пешка на черно поле g5 · черна пешка на бяло поле c4 · бяла пешка на черно поле d4 · бял топ на черно поле f4 · бяла пешка на черно поле c3 · бял офицер на бяло поле g2 · бяла пешка на черно поле h2 · черна дама на черно поле e1 · бял кон на бяло поле f1 · бял цар на черно поле g1 | черен офицер на бяло поле c8 · черна дама на черно поле d8 · черен кон на бяло поле e8 · черен топ на черно поле f8 · черен цар на бяло поле g8 · черна пешка на бяло поле f7 · черна пешка на бяло поле h7 · бяла пешка на черно поле f6 · черна пешка на бяло поле g6 · бяла дама на черно поле h6 · черна пешка на бяло поле d5 · бяла пешка на черно поле e5 · бяла пешка на черно поле g5 · черна пешка на бяло поле c4 · бяла пешка на черно поле d4 · бял топ на черно поле f4 · бяла пешка на черно поле c3 · бял офицер на бяло поле g2 · бяла пешка на черно поле h2 · черна дама на черно поле e1 · бял кон на бяло поле f1 · бял цар на черно поле g1 | черен офицер на бяло поле c8 · черна дама на черно поле d8 · черен кон на бяло поле e8 · черен топ на черно поле f8 · черен цар на бяло поле g8 · черна пешка на бяло поле f7 · черна пешка на бяло поле h7 · бяла пешка на черно поле f6 · черна пешка на бяло поле g6 · бяла дама на черно поле h6 · черна пешка на бяло поле d5 · бяла пешка на черно поле e5 · бяла пешка на черно поле g5 · черна пешка на бяло поле c4 · бяла пешка на черно поле d4 · бял топ на черно поле f4 · бяла пешка на черно поле c3 · бял офицер на бяло поле g2 · бяла пешка на черно поле h2 · черна дама на черно поле e1 · бял кон на бяло поле f1 · бял цар на черно поле g1 | черен офицер на бяло поле c8 · черна дама на черно поле d8 · черен кон на бяло поле e8 · черен топ на черно поле f8 · черен цар на бяло поле g8 · черна пешка на бяло поле f7 · черна пешка на бяло поле h7 · бяла пешка на черно поле f6 · черна пешка на бяло поле g6 · бяла дама на черно поле h6 · черна пешка на бяло поле d5 · бяла пешка на черно поле e5 · бяла пешка на черно поле g5 · черна пешка на бяло поле c4 · бяла пешка на черно поле d4 · бял топ на черно поле f4 · бяла пешка на черно поле c3 · бял офицер на бяло поле g2 · бяла пешка на черно поле h2 · черна дама на черно поле e1 · бял кон на бяло поле f1 · бял цар на черно поле g1 | черен офицер на бяло поле c8 · черна дама на черно поле d8 · черен кон на бяло поле e8 · черен топ на черно поле f8 · черен цар на бяло поле g8 · черна пешка на бяло поле f7 · черна пешка на бяло поле h7 · бяла пешка на черно поле f6 · черна пешка на бяло поле g6 · бяла дама на черно поле h6 · черна пешка на бяло поле d5 · бяла пешка на черно поле e5 · бяла пешка на черно поле g5 · черна пешка на бяло поле c4 · бяла пешка на черно поле d4 · бял топ на черно поле f4 · бяла пешка на черно поле c3 · бял офицер на бяло поле g2 · бяла пешка на черно поле h2 · черна дама на черно поле e1 · бял кон на бяло поле f1 · бял цар на черно поле g1 | черен офицер на бяло поле c8 · черна дама на черно поле d8 · черен кон на бяло поле e8 · черен топ на черно поле f8 · черен цар на бяло поле g8 · черна пешка на бяло поле f7 · черна пешка на бяло поле h7 · бяла пешка на черно поле f6 · черна пешка на бяло поле g6 · бяла дама на черно поле h6 · черна пешка на бяло поле d5 · бяла пешка на черно поле e5 · бяла пешка на черно поле g5 · черна пешка на бяло поле c4 · бяла пешка на черно поле d4 · бял топ на черно поле f4 · бяла пешка на черно поле c3 · бял офицер на бяло поле g2 · бяла пешка на черно поле h2 · черна дама на черно поле e1 · бял кон на бяло поле f1 · бял цар на черно поле g1 | черен офицер на бяло поле c8 · черна дама на черно поле d8 · черен кон на бяло поле e8 · черен топ на черно поле f8 · черен цар на бяло поле g8 · черна пешка на бяло поле f7 · черна пешка на бяло поле h7 · бяла пешка на черно поле f6 · черна пешка на бяло поле g6 · бяла дама на черно поле h6 · черна пешка на бяло поле d5 · бяла пешка на черно поле e5 · бяла пешка на черно поле g5 · черна пешка на бяло поле c4 · бяла пешка на черно поле d4 · бял топ на черно поле f4 · бяла пешка на черно поле c3 · бял офицер на бяло поле g2 · бяла пешка на черно поле h2 · черна дама на черно поле e1 · бял кон на бяло поле f1 · бял цар на черно поле g1 | черен офицер на бяло поле c8 · черна дама на черно поле d8 · черен кон на бяло поле e8 · черен топ на черно поле f8 · черен цар на бяло поле g8 · черна пешка на бяло поле f7 · черна пешка на бяло поле h7 · бяла пешка на черно поле f6 · черна пешка на бяло поле g6 · бяла дама на черно поле h6 · черна пешка на бяло поле d5 · бяла пешка на черно поле e5 · бяла пешка на черно поле g5 · черна пешка на бяло поле c4 · бяла пешка на черно поле d4 · бял топ на черно поле f4 · бяла пешка на черно поле c3 · бял офицер на бяло поле g2 · бяла пешка на черно поле h2 · черна дама на черно поле e1 · бял кон на бяло поле f1 · бял цар на черно поле g1 | 2 |
| 1 | черен офицер на бяло поле c8 · черна дама на черно поле d8 · черен кон на бяло поле e8 · черен топ на черно поле f8 · черен цар на бяло поле g8 · черна пешка на бяло поле f7 · черна пешка на бяло поле h7 · бяла пешка на черно поле f6 · черна пешка на бяло поле g6 · бяла дама на черно поле h6 · черна пешка на бяло поле d5 · бяла пешка на черно поле e5 · бяла пешка на черно поле g5 · черна пешка на бяло поле c4 · бяла пешка на черно поле d4 · бял топ на черно поле f4 · бяла пешка на черно поле c3 · бял офицер на бяло поле g2 · бяла пешка на черно поле h2 · черна дама на черно поле e1 · бял кон на бяло поле f1 · бял цар на черно поле g1 | черен офицер на бяло поле c8 · черна дама на черно поле d8 · черен кон на бяло поле e8 · черен топ на черно поле f8 · черен цар на бяло поле g8 · черна пешка на бяло поле f7 · черна пешка на бяло поле h7 · бяла пешка на черно поле f6 · черна пешка на бяло поле g6 · бяла дама на черно поле h6 · черна пешка на бяло поле d5 · бяла пешка на черно поле e5 · бяла пешка на черно поле g5 · черна пешка на бяло поле c4 · бяла пешка на черно поле d4 · бял топ на черно поле f4 · бяла пешка на черно поле c3 · бял офицер на бяло поле g2 · бяла пешка на черно поле h2 · черна дама на черно поле e1 · бял кон на бяло поле f1 · бял цар на черно поле g1 | черен офицер на бяло поле c8 · черна дама на черно поле d8 · черен кон на бяло поле e8 · черен топ на черно поле f8 · черен цар на бяло поле g8 · черна пешка на бяло поле f7 · черна пешка на бяло поле h7 · бяла пешка на черно поле f6 · черна пешка на бяло поле g6 · бяла дама на черно поле h6 · черна пешка на бяло поле d5 · бяла пешка на черно поле e5 · бяла пешка на черно поле g5 · черна пешка на бяло поле c4 · бяла пешка на черно поле d4 · бял топ на черно поле f4 · бяла пешка на черно поле c3 · бял офицер на бяло поле g2 · бяла пешка на черно поле h2 · черна дама на черно поле e1 · бял кон на бяло поле f1 · бял цар на черно поле g1 | черен офицер на бяло поле c8 · черна дама на черно поле d8 · черен кон на бяло поле e8 · черен топ на черно поле f8 · черен цар на бяло поле g8 · черна пешка на бяло поле f7 · черна пешка на бяло поле h7 · бяла пешка на черно поле f6 · черна пешка на бяло поле g6 · бяла дама на черно поле h6 · черна пешка на бяло поле d5 · бяла пешка на черно поле e5 · бяла пешка на черно поле g5 · черна пешка на бяло поле c4 · бяла пешка на черно поле d4 · бял топ на черно поле f4 · бяла пешка на черно поле c3 · бял офицер на бяло поле g2 · бяла пешка на черно поле h2 · черна дама на черно поле e1 · бял кон на бяло поле f1 · бял цар на черно поле g1 | черен офицер на бяло поле c8 · черна дама на черно поле d8 · черен кон на бяло поле e8 · черен топ на черно поле f8 · черен цар на бяло поле g8 · черна пешка на бяло поле f7 · черна пешка на бяло поле h7 · бяла пешка на черно поле f6 · черна пешка на бяло поле g6 · бяла дама на черно поле h6 · черна пешка на бяло поле d5 · бяла пешка на черно поле e5 · бяла пешка на черно поле g5 · черна пешка на бяло поле c4 · бяла пешка на черно поле d4 · бял топ на черно поле f4 · бяла пешка на черно поле c3 · бял офицер на бяло поле g2 · бяла пешка на черно поле h2 · черна дама на черно поле e1 · бял кон на бяло поле f1 · бял цар на черно поле g1 | черен офицер на бяло поле c8 · черна дама на черно поле d8 · черен кон на бяло поле e8 · черен топ на черно поле f8 · черен цар на бяло поле g8 · черна пешка на бяло поле f7 · черна пешка на бяло поле h7 · бяла пешка на черно поле f6 · черна пешка на бяло поле g6 · бяла дама на черно поле h6 · черна пешка на бяло поле d5 · бяла пешка на черно поле e5 · бяла пешка на черно поле g5 · черна пешка на бяло поле c4 · бяла пешка на черно поле d4 · бял топ на черно поле f4 · бяла пешка на черно поле c3 · бял офицер на бяло поле g2 · бяла пешка на черно поле h2 · черна дама на черно поле e1 · бял кон на бяло поле f1 · бял цар на черно поле g1 | черен офицер на бяло поле c8 · черна дама на черно поле d8 · черен кон на бяло поле e8 · черен топ на черно поле f8 · черен цар на бяло поле g8 · черна пешка на бяло поле f7 · черна пешка на бяло поле h7 · бяла пешка на черно поле f6 · черна пешка на бяло поле g6 · бяла дама на черно поле h6 · черна пешка на бяло поле d5 · бяла пешка на черно поле e5 · бяла пешка на черно поле g5 · черна пешка на бяло поле c4 · бяла пешка на черно поле d4 · бял топ на черно поле f4 · бяла пешка на черно поле c3 · бял офицер на бяло поле g2 · бяла пешка на черно поле h2 · черна дама на черно поле e1 · бял кон на бяло поле f1 · бял цар на черно поле g1 | черен офицер на бяло поле c8 · черна дама на черно поле d8 · черен кон на бяло поле e8 · черен топ на черно поле f8 · черен цар на бяло поле g8 · черна пешка на бяло поле f7 · черна пешка на бяло поле h7 · бяла пешка на черно поле f6 · черна пешка на бяло поле g6 · бяла дама на черно поле h6 · черна пешка на бяло поле d5 · бяла пешка на черно поле e5 · бяла пешка на черно поле g5 · черна пешка на бяло поле c4 · бяла пешка на черно поле d4 · бял топ на черно поле f4 · бяла пешка на черно поле c3 · бял офицер на бяло поле g2 · бяла пешка на черно поле h2 · черна дама на черно поле e1 · бял кон на бяло поле f1 · бял цар на черно поле g1 | 1 |
|   | a | b | c | d | e | f | g | h |   |